# DADGAD
Le DADGAD, accordage D modal ou accordage celte est un accordage de guitare, souvent associé à la musique celtique, bien qu’on le trouve également en rock, ainsi que dans d'autres genres musicaux.
DADGAD fait référence à la notation anglo-saxonne et correspond aux cordes ré, la, ré, sol, la et ré d’un accord ouvert de guitare, au lieu de l'accordage classique mi, la ré, sol, si et mi, depuis la corde la plus basse vers la plus aigüe.

## Technique

Accord DADGAD

L’accordage en DADGAD, à partir de la position classique (EADGBE ou mi, la, ré, sol, si et mi) s’obtient en abaissant les sixième (mi grave), deuxième (si) et première (mi) cordes d'un ton. Le résultat obtenu est un accord de ré, qui n’est ni majeur, ni mineur, appelé accord modal. Il correspond à un accord de ré sus4.
Le DADGAD fait partie des accords ouverts, ou open tuning en anglais, pratiqués sur les instruments à cordes, plus particulièrement sur une guitare.
La complémentarité du DADGAD et de la musique celtique réside dans le fait que l’accordage facilite l’usage d’accords basés sur des cordes à vide. Celles-ci, cordes basse ou intermédiaires, participent à l’accord en tant que bourdons, rappelant l’usage qui en est fait pour la musique traditionnelle écossaise et les uilleann pipes.

## Histoire
Le DADGAD a été popularisé par le guitariste britannique folk Davey Graham. Celui-ci l’utilisa dans l’interprétation de musique celtique, mais aussi pour la musique traditionnelle d’Inde et du Maroc.
Les premiers guitaristes de musique irlandaise traditionnelle à utiliser cet accordage furent Mícheál Ó Domhnaill et Dáithí Sproule. Depuis, cet open tuning est devenu d’usage relativement fréquent.
D’autres artistes utilisent également le DADGAD, tels que Russian Circles, Luka Bloom, Stan Rogers, Jimmy Page, Artie Traum (en), Pierre Bensusan,, Eric Roche, Laurence Juber, Tony McManus (en), John Renbourn, Bert Jansch, Richard Thompson, Dick Gaughan, Soïg Sibéril, Gilles Le Bigot, Imaad Wasif (en), Jeff Tweedy, Paul McSherry (en), Kotaro Oshio, Ben Chasny, Jean-Charles Guichen et Trey Anastasio.
Le guitariste folk anglais Martin Carthy, utilise à présent l’accordage CGCDGA (ou do, sol, do, ré, sol, la), une évolution naturelle du DADGAD.
L’accordage DADGAD fut intensément utilisé par Jimmy Page (Led Zeppelin et The Yardbirds) à la fin des années 1960 et 70. Avec The Yardbirds, il enregistra White Summer, un morceau instrumental inspiré du premier enregistrement en DADGAD (un arrangement de She Moved Through the Fair, air traditionnel irlandais harmonisé par Davey Graham). Dans l’album éponyme Led Zeppelin, il raccorda l’ensemble de sa guitare d’un demi-ton plus bas pour Black Mountain Side, jouant alors avec l’open tuning ré {\displaystyle \flat }, la {\displaystyle \flat }, ré {\displaystyle \flat }, sol {\displaystyle \flat }, la {\displaystyle \flat } et ré {\displaystyle \flat }. La pièce était inspirée par un arrangement précédent de Bert Jansch de l’air irlandais Blackwater Side. Jimmy Page fit encore appel au DADGAD pour Kashmir, du disque Physical Graffiti.
Trey Anastasio a également employé l’accordage DADGAD pour The Inlaw Josie Wales pour l’album Farmhouse du groupe Phish, et l’ensemble de rock Sevendust l’utilisa en trois modes différents, l’abaissant d’un ton pour Unraveling, d’un ton et demi pour de nombreux morceaux de l’album Cold Day Memory et pour la mélodie Live Again extraite de Animosity, et enfin de deux tons sur quelques entrées de l’album Cold Day Memory. À son tour Slipknot utilisa cet accordage pour Circle (avec un capodastre sur la seconde barrette).
Le groupe britannique TesseracT, et en particulier Acle Kahney, utilise un DADGAD adapté pour une guitare à sept cordes (si {\displaystyle \flat }, fa, si {\displaystyle \flat }, mi {\displaystyle \flat }, sol {\displaystyle \flat }, si {\displaystyle \flat }, mi{\displaystyle \flat }). Acle Kahney avait déjà adapté le DADGAD pour le défunt groupe Fellsilent.